# Mažoret klub Uskopljanke
MK Uskopljanke je bosanskohercegovački mažoret klub iz Uskoplja.

## Povijest
Klub uskopaljskih mažoretkinja osnovan je 2009. godine. U klubu djeluju oko pedesetak mažoretkinja u četiri uzrasne kategorije: dječji sastav, kadetkinje, juniorke i seniorke. 
Uskopljanke su nastupale na show programu Državnog prvenstva mažoretkinja BiH 2009. godine koje se održalo u Širokom Brijegu. Prvi solistički koncert održan je 19. lipnja 2009 godine u športskoj dvorani pri osnovnoj školi u Uskoplju. 8. veljače 2010. godine klub je primjen kao jedan od tri počasna člana Hrvatskog mažoret saveza. Njihovo prvo državno prvenstvo, na kojem su se natjecale, održano je u Kiseljaku. Tom prilikom seniorke su osvojili 6. mjesto, juniorke 4., dok je seniorka Matea Šekerija u solo nastupu osvojila 3. mjesto. Tim uspjesima ostvarile su plasman na europsko prvenstvo, iste godine, koje je održano u Širokom Brijegu. Na državnom prvenstvu 2012. godine juniorke su osvojile treće mjeto.
Osnivač kluba je Ivana Rajić, trenerica s Hrvatskom nacionalnom licencom.